# کاروهاسانچا
کاروهاسانچا (به اسپانیایی: Carhuascancha) یک کوه در پرو است که در Peru, Ancash Region واقع شده‌است. کاروهاسانچا ۵٬۶۴۸ متر بالاتر از سطح دریا واقع شده‌است.